# Ерік Кантор
Ерік Іван Кантор (англ. Eric Ivan Cantor; нар. 6 червня 1963, Ричмонд, штат Вірджинія, США) — американський політик, колишній член Палати представників США від 7-ого округу штату Вірджинія 2001-2014. Член Республіканської партії, у 2011-2014 рр. був лідером більшості в Палаті. Раніше він був «батогом» меншості з 2009 до 2011.